# Comuna de Lubiszyn
Lubiszyn (polaco: Gmina Lubiszyn) é uma gminy (comuna) na Polónia, na voivodia da Lubúsquia e no condado de Gorzowski. A sede do condado é a cidade de Lubiszyn.
De acordo com os censos de 2004, a comuna tem 6726 habitantes, com uma densidade 32,8 hab/km².

## Área
Estende-se por uma área de 205,3 km², incluindo:
- área agricola: 47%
- área florestal: 43%

## Demografia
Dados de 30 de Junho 2004:
|                      | Total   | Total | Mulheres | Mulheres | Homens  | Homens |
| -------------------- | ------- | ----- | -------- | -------- | ------- | ------ |
|                      | pessoas | %     | pessoas  | %        | pessoas | %      |
| População            | 6726    | 100   | 3291     | 48,9     | 3435    | 51,1   |
| Densidade (pop./km²) | 32,8    | 100   | 16       | 16       | 16,7    | 16,7   |

De acordo com dados de 2002, o rendimento médio per capita ascendia a 1540,6 zł.

## Subdivisões
- Baczyna, Brzeźno-Buszów-Łąkomin, Chłopiny-Jastrzębiec, Gajewo-Dzikowo, Kozin, Lubiszyn, Lubno, Marwice, Mystki, Smoliny-Podlesie, Staw-Zacisze, Ściechów, Ściechówek, Tarnów, Wysoka.

## Comunas vizinhas
- Bogdaniec, Dębno, Gorzów Wielkopolski, Kłodawa, Myślibórz, Nowogródek Pomorski, Witnica